# Jean-François Pilâtre de Rozier
Jean-François Pilâtre de Rozier (ur. 30 marca 1754 w Metzu, zm. 15 czerwca 1785) – francuski nauczyciel chemii i fizyki, pionier baloniarstwa.

## Życiorys
Urodził się w Metz, studiował farmację, fizykę i chemię na Akademii w Reims. Tam poznał księcia d’Anjou, brata króla Francji Ludwika XVI, i został jego nadwornym aptekarzem. Za jego namową przeniósł się do Paryża, gdzie w dzielnicy Le Marais otworzył 11 grudnia 1781 własną pracownię zwaną l’Athénée Royal (lub bardziej pospolicie Musée de Paris), będącą jednocześnie salonem, w którym spotykała się większość francuskich uczonych epoki. Demonstrował w nim doświadczenia fizyczne francuskim notablom. Prowadził doświadczenia z gazami, jest także wynalazcą respiratora, maski gazowej i skafandra nurkowego.

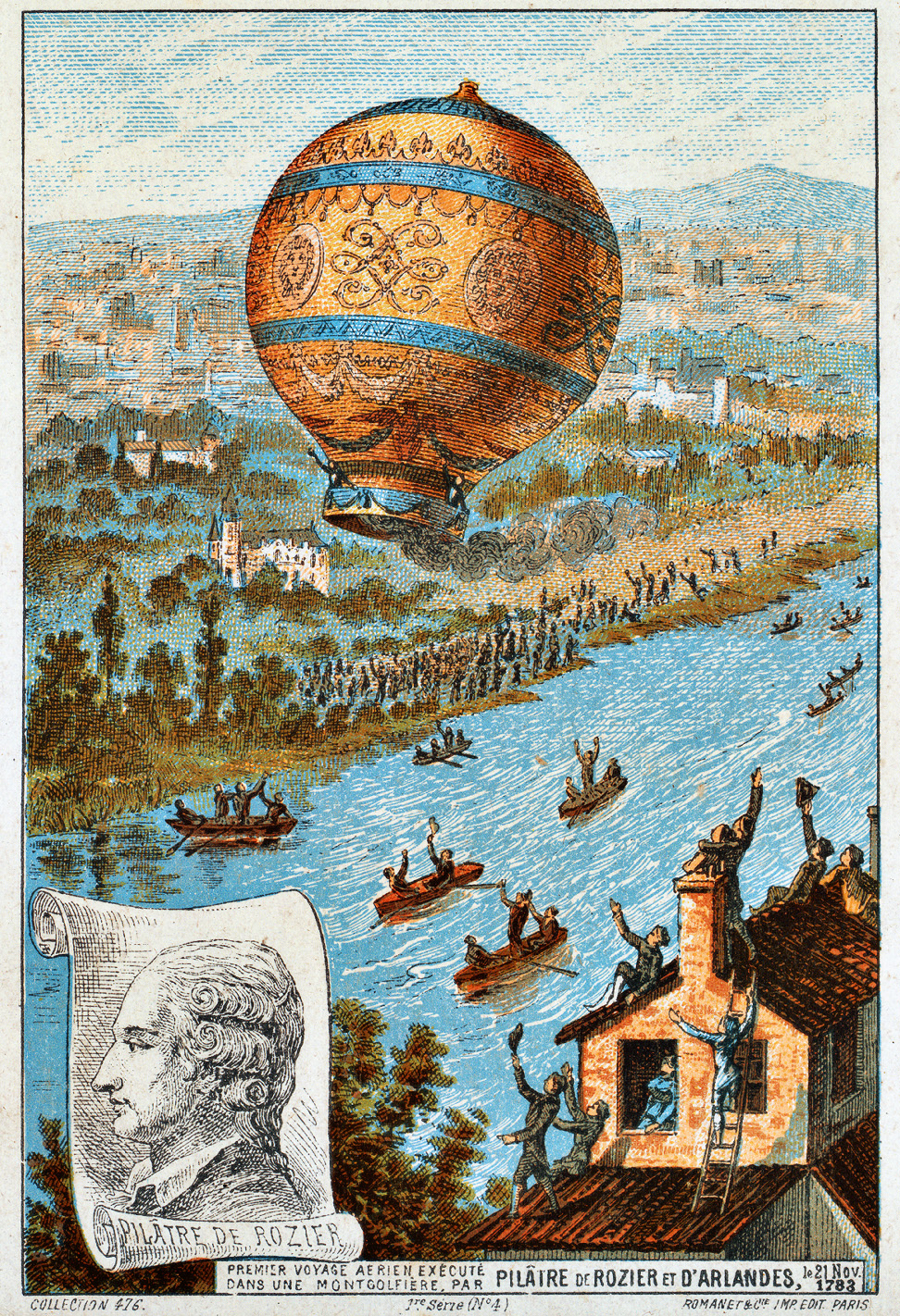
Pierwszy swobodny przelot balonem 21 listopada 1783

W czerwcu 1783 był świadkiem pierwszego pokazu balonu braci Montgolfier. Stał się entuzjastą nowego wynalazku i zgłosił się na ochotnika do odbycia lotu załogowego. Po serii próbnych lotów ze zwierzętami w koszu balonu, 15 października 1783 roku de Rozier wzleciał po raz pierwszy balonem na uwięzi na wysokość ok. 20 metrów. 21 listopada tego roku de Rozier wraz z hrabią François Laurentem d’Arlandes odbyli pierwszy w historii przelot balonem wolnym o nazwie „Réveillon” (na ogrzane powietrze), pokonując w Paryżu 8-kilometrowy dystans pomiędzy Château de la Muette a Butte-aux-Cailles i osiągając wysokość 3000 stóp (ok. 914 metrów). Był także jednym z sześciu pasażerów drugiego lotu 17 stycznia 1784, w którym balon dziesięciokrotnie większej pojemności wystartował z Lyonu, jednakże próba ta była niezbyt udana, balon pokonał jedynie niewielki dystans i wylądował.
24 czerwca 1784 Jean-François Pilâtre uczestniczył w locie zmodernizowaną wersją balonu, nazwanego na cześć królowej Francji La Marie-Antoinette. Startując z ogrodów pałacu w Wersalu osiągnął w 45 minut pałac w Chantilly. Był to rekordowy lot zarówno pod względem dystansu (52 kilometry), jak i osiągniętej wysokości (3000 metrów). Zachęcony tym sukcesem, postanowił ubiec Anglików i podjąć próbę pokonania balonem kanału La Manche. Do tego zadania zamierzał użyć balonu wykorzystującego zarówno gorące powietrze, jak i wodór, w którego budowie wspierali go paryski chemik Joseph Proust i farmaceuta Antoine Quinquet.

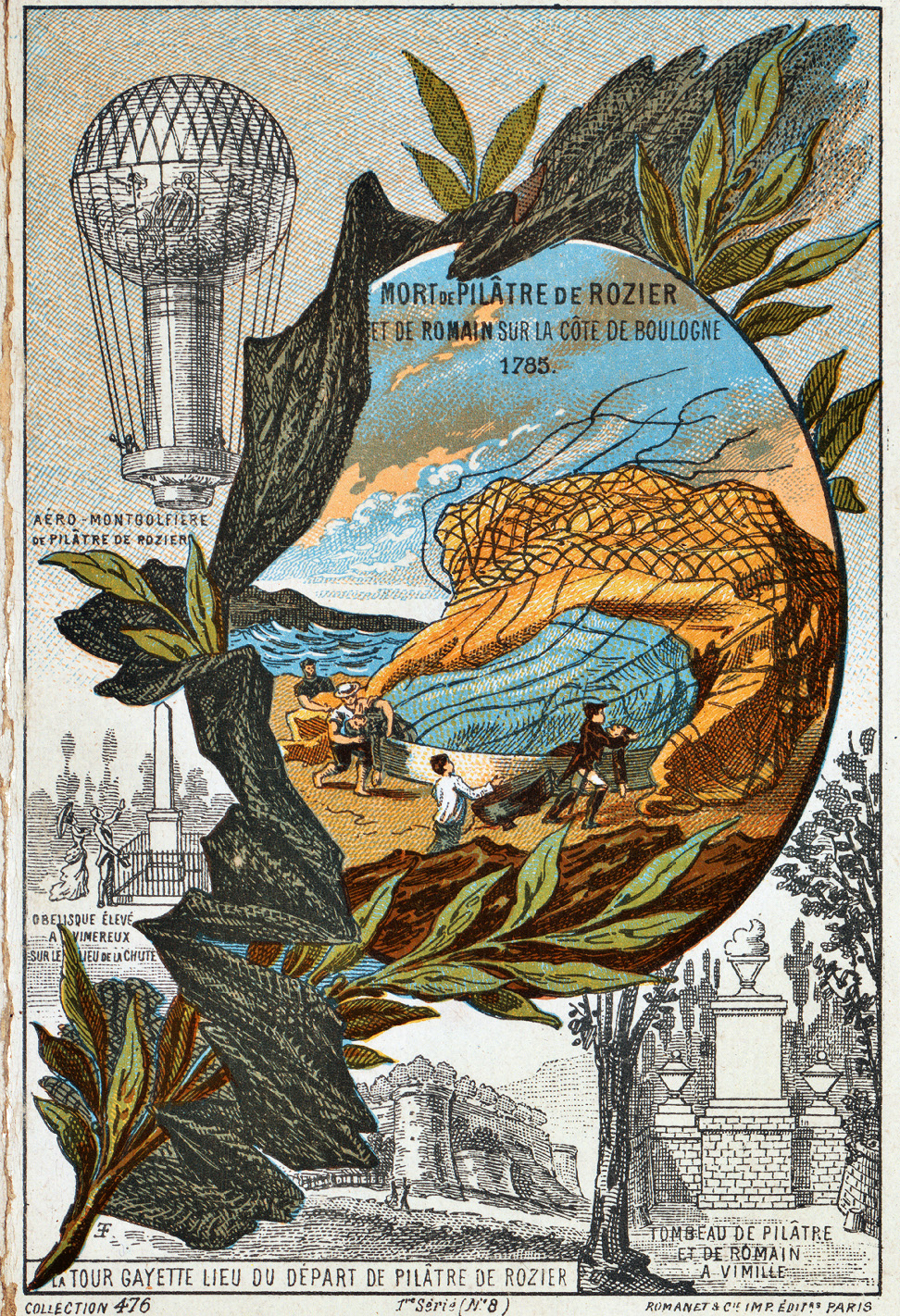
Śmierć Romaina i Roziera

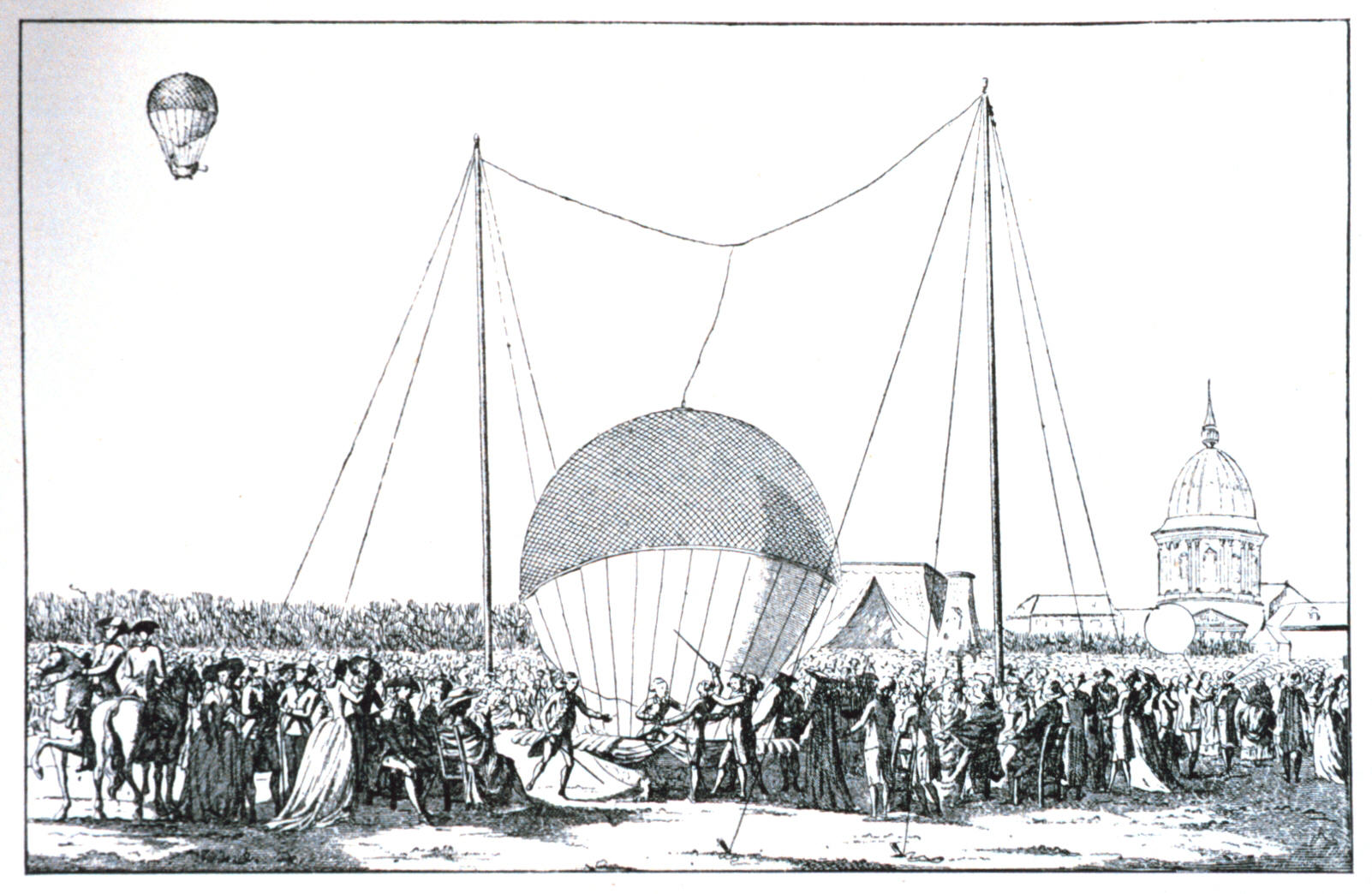
Balon Roziera

Po serii prób wraz z drugim śmiałkiem, Pierre’em Romainem, wystartował z przylądka Gris-Nez koło Boulogne-sur-Mer 15 czerwca 1785. Po pomyślnym pokonaniu części dystansu, zmiana kierunku i siły wiatru zepchnęła balon z powrotem nad ląd, 5 kilometrów poza miejsce startu. Balon, z którego na skutek rozdarcia powłoki uszedł wodór, spadł z wysokości ok. 500 m i rozbił się nieopodal Wimereux. Obydwaj pasażerowie zginęli. W miejscu tym wzniesiono później obelisk upamiętniający to wydarzenie.
Na pamiątkę pioniera tego typu konstrukcji, współczesne balony hybrydowe (wykorzystujące zarówno ogrzane powietrze, jak i gaz), nazywane są balonami Roziera.